# ورث متریورز
ورث متریورز (به انگلیسی: Worth Matravers) یک روستا و محله مدنی در بریتانیا است که در Purbeck واقع شده‌است. ورث متریورز ۶۳۸ نفر جمعیت دارد.